# Sotillo de las Palomas
Sotillo de las Palomas è un comune spagnolo di 213 abitanti situato nella comunità autonoma di Castiglia-La Mancia.